# Bilacunaria scabra
Bilacunaria scabra är en flockblommig växtart som först beskrevs av Edward Fenzl, och fick sitt nu gällande namn av Pimenov och Vadim Nikolaevich Tikhomirov. Bilacunaria scabra ingår i släktet Bilacunaria och familjen flockblommiga växter. Inga underarter finns listade i Catalogue of Life.